# تپه شهر سوخته ۲۷
تپه شهرسوخته ۲۷ در شهرستان زابل، ۶/۳ کیلومتری جنوب غرب پایگاه شهر سوخته واقع شده و این اثر در تاریخ ۲۴ اسفند ۱۳۸۳ با شمارهٔ ثبت ۱۱۴۹۵ به‌عنوان یکی از آثار ملی ایران به ثبت رسیده است.